# Naßfeldalm (Bad Gastein)
Die Naßfeldalm (auch Nassfeldalm, Naßfeldalpe, Nassfeldalpe und Nassfelder Alm) ist eine Alm in der Gemeinde Bad Gastein im österreichischen Bundesland Salzburg.

## Lage und Charakteristik
Die Naßfeldalm liegt im Naßfelder Tal an den nordöstlichen Ausläufern des Aperen Scharecks in der Goldberggruppe. Sie gehört zur Ortschaft Bad Gastein, zur Katastralgemeinde Böckstein und zum Landschaftsschutzgebiet Gasteiner-Tal. Sie befindet sich am linken Flussufer der Naßfelder Ache, in die weiter südlich der Schlapperebenbach mündet. Im Norden des Areals erstreckt sich ein kleines Niedermoor. Bei der Alm verläuft der Weitwanderweg Rupertiweg.
Die Naßfeldalm wird als Genossenschaftsalm geführt. Sie wird im Sommer entweder von der Genossenschaft selbst bewirtschaftet oder verpachtet. Auf der Alm wird Käse hergestellt. Eine Almhütte steht auf einer Höhe von 1605 m ü. A. Hier wird witterungsabhängig von Anfang Juni bis Ende September eine Jausenstation betrieben, in der eigene Produkte angeboten werden.

## Geschichte
Die Naßfeldalm wurde 1973 von der Alpgenossenschaft Naßfeld neu errichtet.